# Nan-Yue

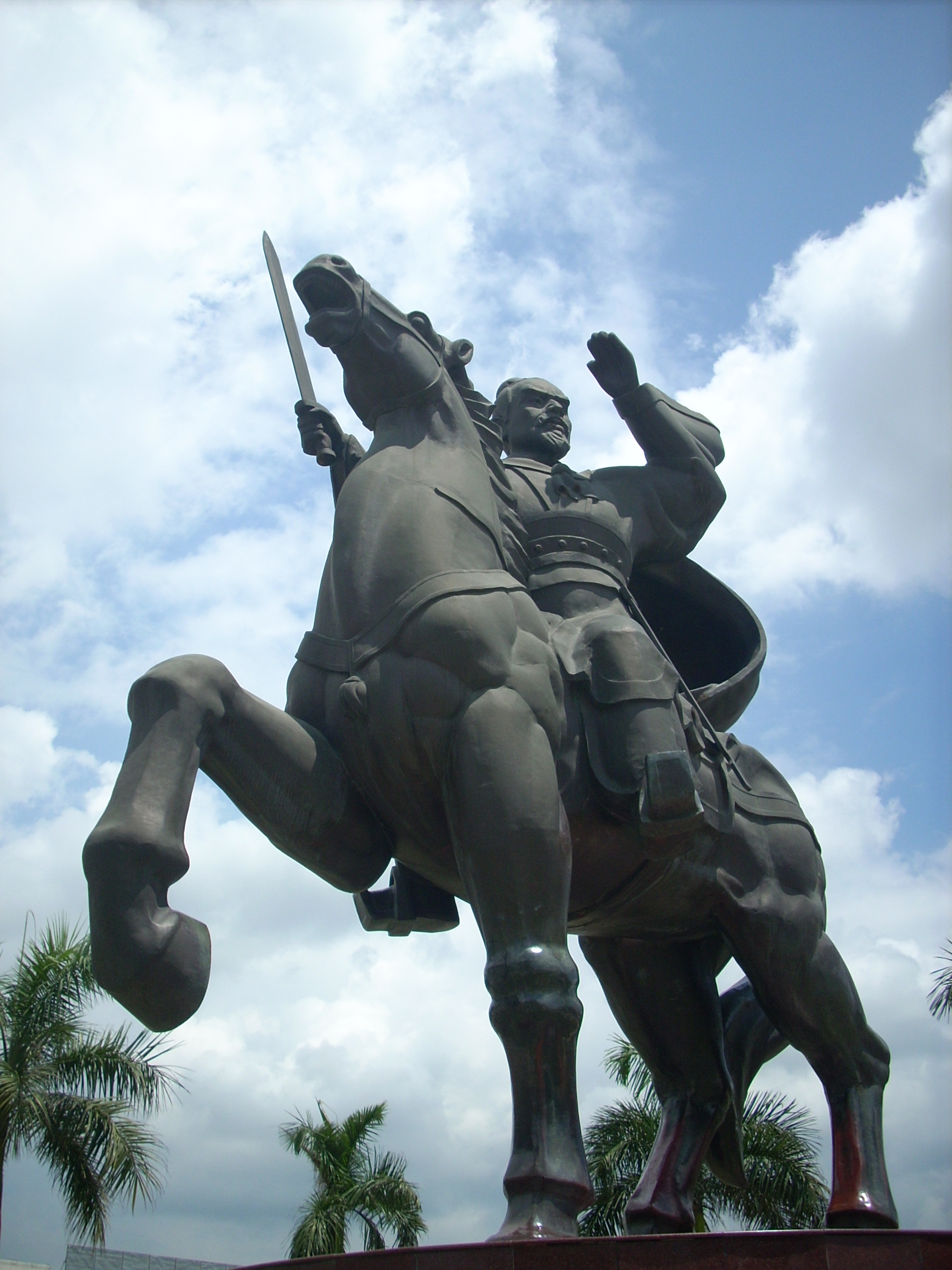
Statue von Zhao Tuo, Heyuan

Die Nan-Yue, auch: Nanyue, Nam-Viet, Nam Việt (chinesisch 南越, auch: chinesisch 南粵 / 南粤, Pinyin Nányuè, Jyutping Naam4jyut6) waren eine bedeutende Untergruppe der „Hundert Yue-Stämme“ (百越族, auch: 百粵族 / 百粤族,  Bǎiyuè Zú, Jyutping Baak3jyut6 Zuk6), wobei das Wort „Yue“ einen Sammelbegriff der chinesischen Chronisten für eine nicht-chinesische Kulturgemeinschaft im heutigen Südchina darstellte. Das Siedlungsgebiet der Nan-Yue waren die heutigen Provinzen Guangdong, Guangxi sowie Vietnam. In Fukien waren die Min-Yue (閩越 / 闽越,  Mǐnyuè, besonders am Min) ihre Nachbarn.

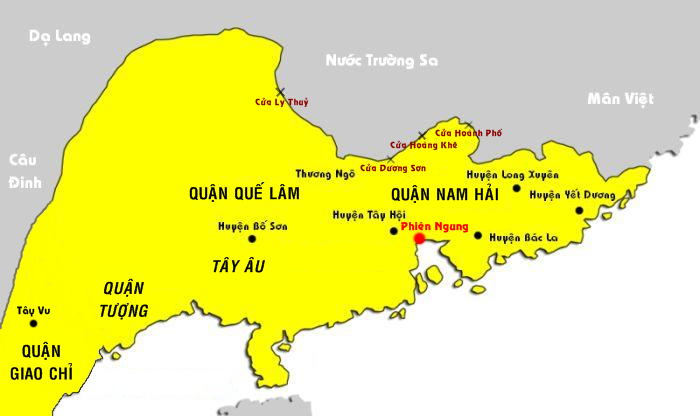
Nan-Yue

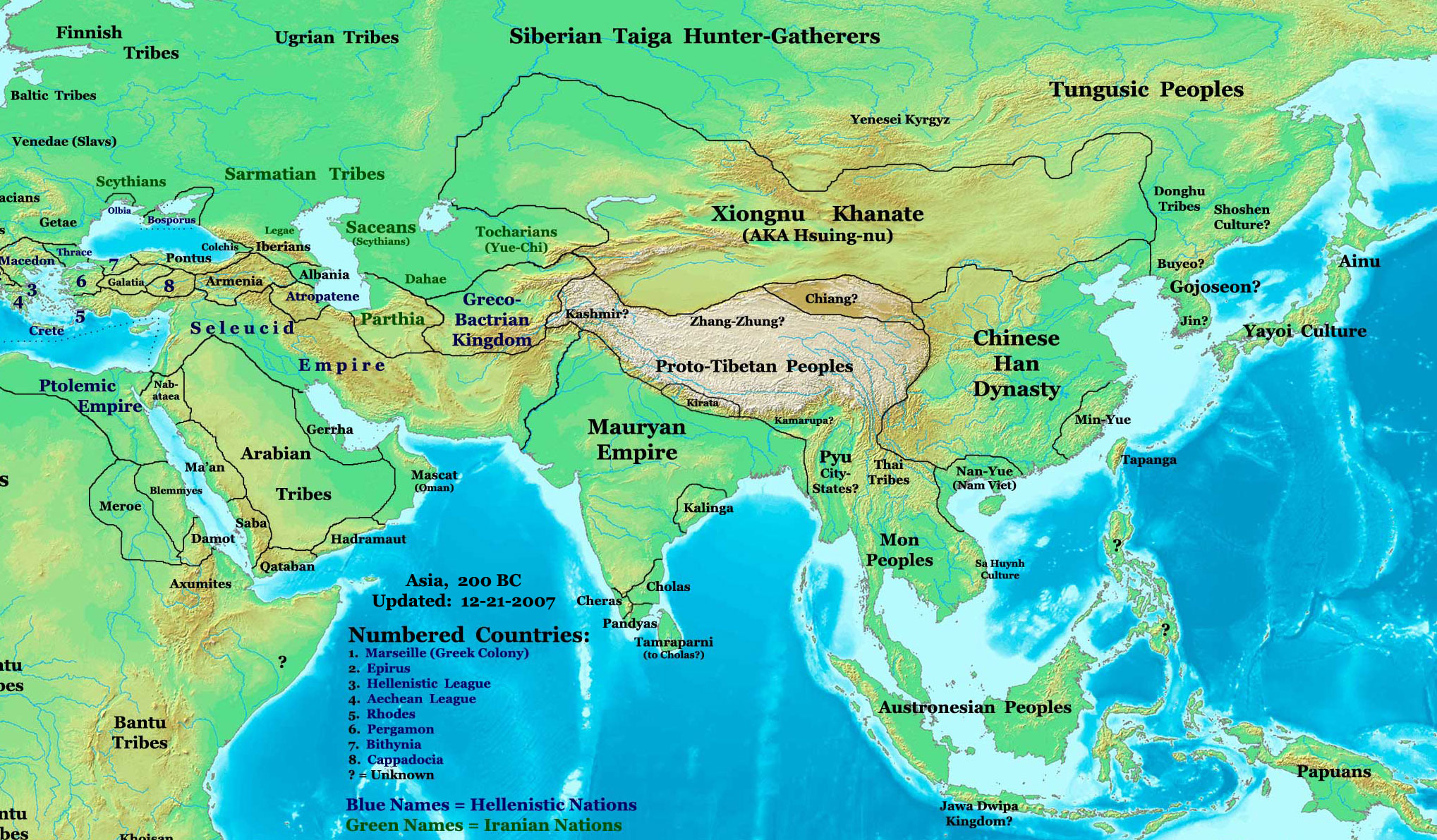
Süd-Asien 200 v. Chr.

Als sich der Nordchinese Zhao Tuo (chinesisch 趙佗 / 赵佗, Pinyin Zhào Tuó, W.-G. Chao T’o, Jyutping Ziu6 To4, * ca. 230 v. Chr. / † 137 v. Chr., viet. Triệu Đà) um 203 v. Chr. zum König der Nan-Yue aufschwang, entstand unter dem Begriff Nan-Yue bzw. Nam-Viet / Nam-Việt auch ein unabhängiges Königreich. Die bedeutendsten Nachbarkönigreiche waren Min-Yue (閩越 / 闽越,  Mǐnyuè, seit 202 v. Chr. von China anerkannt) und Changsha (長沙 / 长沙 – praktisch Teil von Han-China) im Nordosten bzw. Norden.
Die Kommandanten Zhao Tuo und Tu Zhu waren 219 v. Chr. vom Qin-Kaiser Shihuangdi (reg. 247–210 v. Chr.) erfolgreich gegen die „Hundert Yue-Stämme“ gesandt worden. Mit dem Untergang der Qin-Dynastie formte Zhao Tuo seine Kommandantur durch Bündnisse mit den lokalen, nicht-chinesischen Clanführern zu einem Königreich um und schloss zwei benachbarte Kommandanturen an. Hauptstadt wurde Panyu (番禺,  Pānyú, Jyutping Pun1 Jyu4), heute ein Stadtteil im Süden von Guǎngzhōu. Schließlich wurde er 196 v. Chr. vom Gründer der Hàn-Dynastie Liú Bāng (reg. 206–195 v. Chr.) anerkannt, da das Hàn-Reich noch nicht die Macht zur Durchsetzung aller von den Qin übernommenen Ansprüche hatte.
Trotzdem kam es bald zum militärischen Konflikt mit China: Zhao Tuo nahm den Kaisertitel (Nan Wudi) an und bedrohte das benachbarte Königreich von Changsha, während Han Gaozus Witwe Lü Zhi († 180/79 v. Chr.) den Nan-Yue-Leuten Handelsbeschränkungen für Metallwaren und Vieh auferlegte und Zhao Tuos Familie (stammte aus Zhending, Nordchina) verfolgte. Der Konflikt kam erst nach dem Tod der Kaiserin Lü Zhi zu einem Vergleich: Zhao Tuo gab den Kaisertitel auf und kehrte in die nominelle Vasallenschaft zurück.
Zwei Generationen später betrieb die Königswitwe Kau (樛,  Jiū, Jyutping Gau1, auch: Kau1) – eine Chinesin – als Regentin für ihren minderjährigen Sohn eine engere Angliederung ans Hàn-Reich. Sie wurde 112 v. Chr. von ihren Gegenspielern bei Hofe ermordet, so dass es zum Krieg mit China kam. Kaiser Wu (reg. 141–87 v. Chr.) schickte die Generäle Lu Bode und Yang Pu auf dem Flussweg (vgl. Magischer Kanal) nach Panyu bzw. Guangzhou. Im Jahre 111 v. Chr. wurde Nan-Yue von Wus Truppen erobert und als Präfektur Jiaozhi (交趾郡,  Jiāozhǐ Jùn, Jyutping Gaau1 zi2 Gwan6, viet. Giaochỉ Quận) in das chinesische Reich eingegliedert.
Der heutige Name Viet Nam (越南,  Yuènán, Jyutping Jyut6 Naam4, viet. Việt Nam) als Umkehrung der beiden Silben Nam Viet (南越,  Nányuè, Jyutping Naam4 Jyut6, viet. Nam Việt) ist in Anlehnung an diesen Namen entstanden, als im Jahre 1802 der Gia-Long-Kaiser, der Gründer der Nguyễn-Dynastie den chinesischen Jiāqìng-Kaiser um die Erlaubnis ersuchte, sein Land von Dai-Viet (大越,  Dàyuè, viet. Đại Việt) in Nam-Viet (南越,  Nányuè, Jyutping Naam4 Jyut6, viet. Nam Việt) umbenennen zu dürfen. Dieser ordnete allerdings die beiden Silben zu Việt Nam (越南) um, um Verwechslungen mit dem alten Königreich Nam Việt / Königreich Nan-Yue 南越國 / 南越国, auch: 南粵國 / 南粤国,  Nányuè Guó, Jyutping Naam4 jyut6 Gwok3 unter Triệu Đà (趙佗 / 赵佗,  Zhào Tuó, Jyutping Ziu6 To4) zu verhindern, umfasste dieses Reich doch einen Teil dessen, was später Südchina wurde.
Das Grab des zweiten Nan-Yue-Königs Zhao Mo wurde 1983 in Guangzhou gefunden.

## Könige
| Persönlicher Name | Persönlicher Name | Persönlicher Name | Persönlicher Name | Postumer Name | Postumer Name | Postumer Name | Postumer Name | Regierungszeit    |
| Chinesisch        | Pinyin            | Jyutping          | Vietnamesisch     | Chinesisch    | Pinyin        | Jyutping      | Vietnamesisch | Regierungszeit    |
| ----------------- | ----------------- | ----------------- | ----------------- | ------------- | ------------- | ------------- | ------------- | ----------------- |
| 趙佗 / 赵佗       | Zhào Tuó          | Ziu6 To4          | Triệu Đà          | 武王          | Wǔ Wáng       | Mou5 Wong4    | Vũ Vương      | 203 – 137 v. Chr. |
| 趙眜 / 赵眜       | Zhào Mò           | Ziu6 Mut6         | Triệu Mạt         | 文王          | Wén Wáng      | Man4 Wong4    | Văn Vương     | 137 – 122 v. Chr. |
| 趙嬰齊 / 赵婴齐   | Zhào Yīngqí       | Ziu6 Jing1 Cai4   | Triệu Anh Tề      | 明王          | Míng Wáng     | Ming4 Wong4   | Minh Vương    | 122 – 115 v. Chr. |
| 趙興 / 赵兴       | Zhào Xīng         | Ziu6 Hing1        | Triệu Hưng        | 哀王          | Āi Wáng       | Oi1 Wong4     | Ai Vương      | 115 – 112 v. Chr. |
| 趙建德 / 赵建德   | Zhào Jiàndé       | Ziu6 Gin3 Dak1    | Triệu Kiến Đức    | 陽王          | Yáng Wáng     | Joeng4 Wong4  | Dương Vương   | 112 – 111 v. Chr. |